# Uilac
Uilac – wieś w Rumunii, w okręgu Harghita, w gminie Săcel. W 2011 roku liczyła 20 mieszkańców.